# Intsar Ahmad Khan
Intsar Ahmad Khan là phó thị trưởng hiện tại (Naib Nazim) của Jhelum (quận) ở Punjab (Pakistan), Pakistan.